# Ернест Дені
Ернест Дені (3 січня 1849, Нім — † 4 січня 1921, Париж) — був французьким істориком.

## Життєпис
Народився 3 січня 1849 року в Німі. Працював університетським професором Паризького університету Сорбонна. Предметом його дослідження була історія Східної Європи з акцентом на історію чехів. Він був важливим прихильником державності чеського народу. Ернест Дені заснував разом з професором історії Луї Ейзенманом та Луї Леже «Національний комітет», який виступав за незалежність Чехії. Крім того, він був членом французької дослідницької групи «Комітету з досліджень» («Комісія з вивчення»), яка займалася розвідкою Саару та Рейнського краю. Він був другом пізніше президента Чехії Едуарда Бенеша.
У серпні 1918 року, разом із французьким міністром Альбер Тома став ідейним натхненником створення в Парижі «Української Національної ради», яку очолив Федір Савченко.
20 серпня 1918 року французький міністр закордонних справ Стефан Пішон улаштував прийом представникам бюро Української Національної Ради, зокрема Альберу Тома та Ернесту Дені. Через два дні, 22 серпня, провідна французька загальнонаціональна газета Le Temps інформувала читачів: "Міністр закордонних справ прийняв Українську Національну Раду, яка йому була представлена особисто паном Альбером Тома та паном Ернестом Дені, професором Сорбонни. Українська Національна Рада, очолювана паном Савченком, колишнім викладачем в Російському університеті, має на меті боротися з німецькими впливами.